# شبه موصل

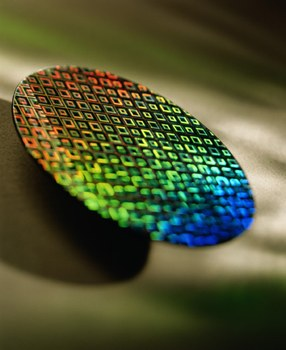
ويفر من بلورة أحادية من السيليكون تصنع منها عدة مئات من أشباه الموصلات.

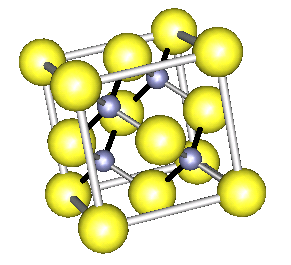
وحدة الخلية سيلنيد الزنك (ZnS) نقية، قبل التشويب.

شِبهُ المُوصِل أو نِصفُ الناقِل هو مادة صلبة ينتقل فيها التيار الكهربائي بصعوبة، يتم التحكم في موصليتها الكهربائية بإضافة عناصر أخرى بكميات ضئيلة. شبه الموصل تكون مقاومته الكهربائية ما بين الموصلات والعوازل. كما يمكن لمجال كهربائي خارجي تغيير درجة مقاومة شبه الموصل. فالأجهزة والمعدات التي يدخل في تصنيعها مواد شبه موصلة هي أساس الإلكترونيات الحديثة والتي تشمل الراديو والكمبيوتر والهاتف والتلفزيون وأجهزة أخرى كثيرة. والأجزاء الإلكترونية التي تعمل بأشباه الموصلات تشمل الترانستور والخلايا الشمسية والصمامات الثنائية والثنائيات باعثة الضوء ومقومات التيار المتردد التي تعمل بالسيليكون، والدوائر المتكاملة التناظرية والرقمية.
وكما تمثل ألواح الطاقة الشمسية أكبر مثال لأجهزة التي تعمل بالمواد شبه الموصلة، حيث تقوم بتحويل الطاقة الضوئية إلى طاقة كهربائية.
في الموصلات المعدنية تقوم الألكترونات بنقل التيار الكهربائي، أما في أشباه الموصلات فينتقل التيار الكهربي عن طريق سيل من الإلكترونات تتجه إلى القطب الموجب، مصحوبا بسيل من الفجوات holes (ذات شحنة موجبة) خلال البناء الذري للمادة تتجه إلى القطب السالب. يساعد على تكون تلك الفجوات الإلكترونية الموجبة تشويب المادة الشبه موصلة مثل الجرمانيوم بمشوب من عنصر آخر.
ويستخدم السيليكون لتصنيع معظم الأجهزة التجارية التي تحتوي على مواد شبه موصلة، كما تستخدم مواد أخرى كثيرة منها الجرمانيوم وزنيخ الجاليوم الثلاثي وكربيد السيليكون. ويعرف شبه الموصل النقي بـشبه موصل «أصيل». ويتم تحسين التوصيلية (القدرة على توصيل الكهرباء) بإضافة عنصر أو عناصر أخرى تسمى «الشوائب» عن طريق صهرها وتركها لتبرد لتكوّن بلورة جديدة ومختلفة عن الأصلي؛ وتسمى هذه العملية بعملية التشويب (إضافة شوائب إلى مادة نقية).

## البلورةالنقية (شبه الموصل النقي)

بنية الماس (وحدة خلية).

هي بلورة شبه الموصل التي تتكون من ذرات السيليكون أو الجرمانيوم عن طريق مشاركة كل ذرة بإلكترونات التكافؤ الأربعة مع أربع ذرات مجاورة (رابطة تساهمية).
ومن المواد التي تشكل أشباه الموصلات عناصر رباعية التكافؤ، أي أن لكل ذرة 4 إلكترونات تشترك في الروابط مع جيرانها من الذرات. ومن تلك المواد السيليكون النقي والجرمانيوم النقي. وجميع المواد شبه الموصلة تتسم بأن لها في المتوسط 4 إلكترونات تكافؤ. ومنها عناصر المجموعتين III وV. من النظام الدوري للعناصر، مثل سيلينيدالجاليوم GaAs وأنتيمونيد الإنديوم InSb كذلك عناصر المجموعتين II وVI من الجدول الدوري، مثل سيلينيد الزنك ZnSe وكبريتيد الكادميوم CdS.

## التشويب
هو نوع من التطعيم وهو إضافة كمية صغيرة من ذرات مادة معينة إلى بلورة شبه الموصل النقي (تشويب) بنسب تصل إلى (1 : 1.000.000) بهدف زيادة الإلكترونات أو الثغرات الإلكترونية holes في البلورة.

## الثغرة الإلكترونية الموجبة

رمز صمام ثنائي - يسمح بمرور التيار من جهة ويمنعه من الجهة الأخرى

هي الفراغ الذي يخلفه الإلكترون المتحرر من ذرته فيترك ثغرة شحنتها موجبة. ويعتمد نقل التيار الكهربائي في شبه الموصل على حركة الاكترونات التي تتحرك في اتجاه المصعد وتتحرك في نفس الوقت الثغرات الموجبة الشحنة إلى القطب السالب، وهو المهبط.

## البلورة غير النقية (شبه الموصل المشوب)
هي بلورة شبه موصل مشوبة أو مطعمة بذرات من مادة أخرى، أي تكون البلورة مشوبة بذرات عنصر آخر، تغير من خواصها الفيزيائية، مثل التوصيل الكهربائي والتوصيل الحراري، ومدى تأثرها بالمجال المغناطيسي.
كما ذكرنا يمكن التحكم بايصالية البلورة غير النقية بإضافة نسب قليلة من الشوائب والتي يمكن تصنيفها لشوائب مانحة للإلكترونات أو قابلة، ويمكن أيضا التحكم بالايصالية عن طريق رفع درجة الحرارة لكن رفع درجة الحرارة غير مرغوبة بالنسبة للعناصر المصنعة من أشباه الموصلات.

## شبه الموصل السالب
(بالإنجليزية: n-type Semiconductor)‏ بلورات لمواد شبه موصلة مطعمة بذرات عناصر خماسية التكافؤ، مثل الزرنيخ أو الفسفور.

## شبه موصل موجب
(بالإنجليزية: p-type Semiconductor)‏ بلورة مادة شبه موصلة مشوبة بذرات عنصر ثلاثي التكافؤ مثل الجاليوم.

## الصمام الثنائي
(بالإنجليزية: Diode)‏ مكون إلكتروني ينتج عند وصل شريحة نصف ناقلة من النوع n (سالبة) مع شريحة نصف ناقلة من النوع p (موجبة) __ (P-N Junction).
للثنائيات عدد من التطبيقات الإلكترونية كتحويل التيار المتناوب إلى تيار مستمر والكشف عن الإشارات الراديوية وتنفيذ وظائف الحاسب المنطقية

## شبه الموصل المتفسخ
هو شبه موصل يشاب بدرجة عالية، حتى تبدأ المادة تسلك سلوكاً يشبه أكثر سلوك المعدن (من حيث الموصلية الكهربائية مثلاً).

## استخداماتها

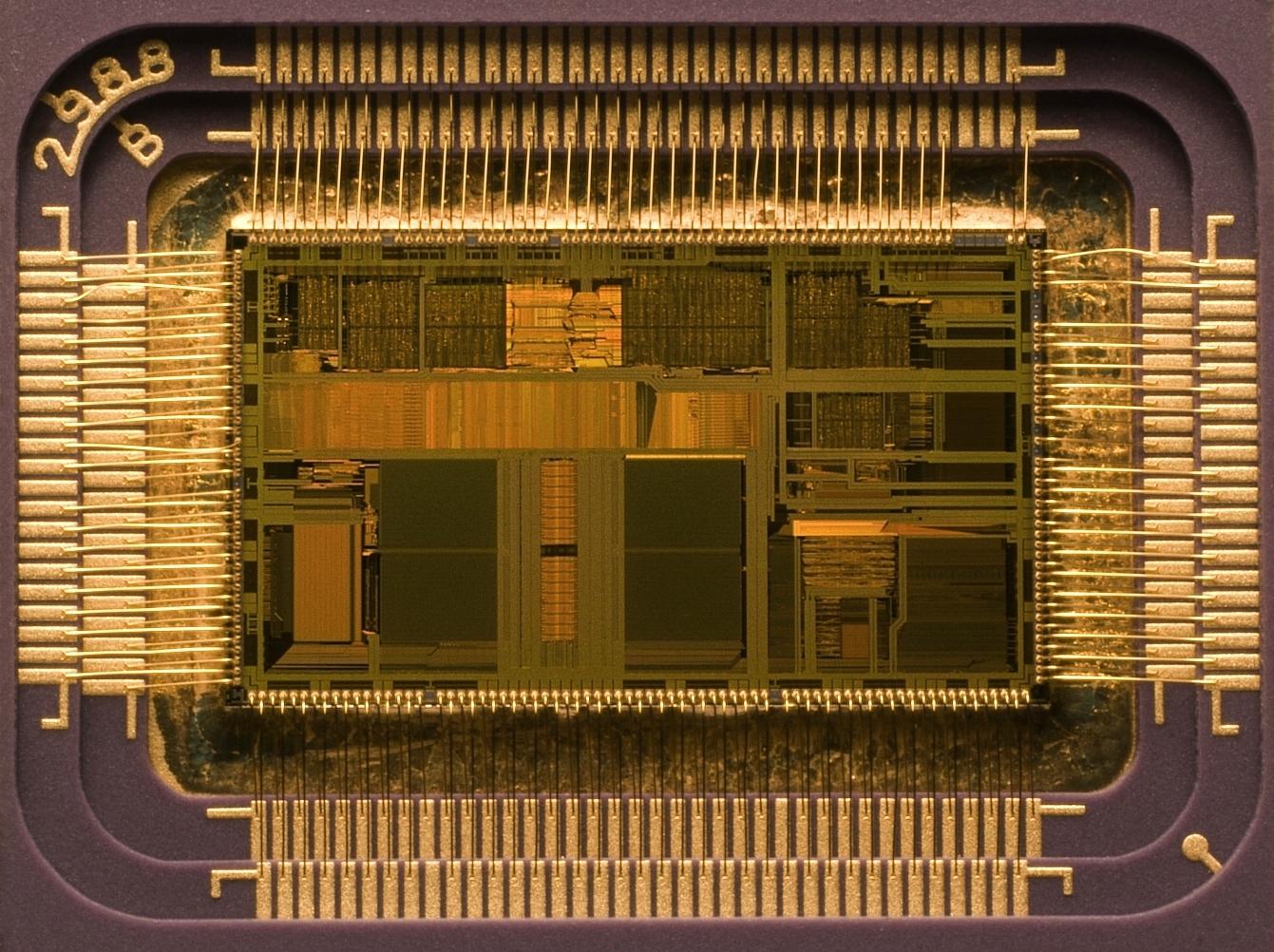
المعالج الصغير

تلاقي شبه الموصلات تطبيقات متعددة في صناعة الأجهزة الإلكترونية على مختلف وظائفها. ومنها الدارات المتكاملة، والمعالج الدقيق Microprocessor والضابط الصغير Microcontroller وغيرها. وهو يعتبر من الأدوات الأساسية في صناعة الإلكترونيات.
وتلاقي حاليا اهتماما كبيرا في مجال استغلال الأشعة الشمسية لتوليد الطاقة الكهربية بواسطة الألواح الضوئية، والخلايا الضوئية.
كما تستخدم كعدادات ومكشافات لقياس الأشعة السينية وأشعة غاما وبديلة لعداد جايجر وعدادات الجسيمات الأولية المستخدمة في فيزياء الجسيمات الأولية.
ونظرا للتقنية الرفيعة في إنتاجها فهي تشكل الجزء الحساس في الكاميرات الرقمية، حيث يمكن صناعة عدة ملايين منها في 1 سنتيمتر مربع. واستطاع العلماء استغلالها في الحواسيب والهاتف الجوال، وأجهزة تحديد الموقع (نظام التموضع العالمي).
ويستخدم النوع المنتج للضوء منها في لوحات الإعلانات الضوئية.

## الفرق بين الموصلات وشبه الموصلات والعوازل
تتسم بلورات المواد بتوزيع للإلكترونات فيها في أنظمة طبقية للطاقة. الطبقات السفلى لا تقوم بتوصيل التيار. في المعادن (الموصلات) تكون طبقات طاقة الإلكترونات متصلة بين الطبقات التحتية والطبقات الموصلة (أحمر في الشكل). بينهما حد التوصيل وهي تسمى طاقة فيرمي EF. فيسهل على الإلكترونات الحركة والتوصيل. في العوازل تفصل بين طبقة التوصيل والطبقات العازلة التحتية طبقة عازلة؛ لهذا لا تستطيع الإلكترونات الوثوب إلى أعلى إلى طبقة التوصيل، ولهذا تكون المادة عازلة. أما في أشباه الموصلات فتكون الطبقة العازلة رقيقة بحيث يسهل للإلكترون تعديتها إلى الطبقة العليا الموصلة (أحمر) باكتسابه طاقة خارجية صغيرة، فينطلق ويقوم بالتوصيل الكهربائي.
في الشكل defectelectron هو الثغرة التي يتركها الإلكترون في شبه الموصل في الطبقة السفلية (أزرق) عندما يغادر موقعه فيها ويصعد إلى طبقة التوصيل. بهذا تصبح الثغرة ذات شحنة موجبة.

أنظمة طبقات الطاقة في المعادن وأشباه الموصلات وفي العوازل. (E = الطاقة – وهذا يعادل الشغل W الذي يمكن أن يؤديه الإلكترون بالإنتقال؛ وE_{F} طاقة التوصيل (أو حد التوصيل) وهي تسمى طاقة فيرمي. لا بد أن يتعدى الإلكترون طاقة فيرمي ليقوم بالتوصيل الكهربي. طبقات الطاقة في المعادن تكون متصلة ويمكن للإلكترونات التحرك ونقل التيار. أما في العوازل فتوجد بين طبقات التوصيل طبقة عازلة لا تستطيع الإلكترونات أن تتخطاها إلا بعد الحصول على طاقة كبيرة (أو حرارة عالية). واما في أشباه الموصلات فتكون الطبقة العازلة بين طبقات التوصيل قليلة السمك بحيث يسهل للإلكترونات عبورها إلى طبقة التوصيل (العليا) عند اكتساب الإلكترونات طاقة ضئيلة إضافية.

## اقرأ أيضا
- ثنائي أقطاب زنر
- تأثير زنر
- منطقة انخفاض
- تشويب
- تصنيع أجهزة أشباه الموصلات
- غرفة نظيفة
- عداد شبه الموصلات
- ثغرة إلكترونية
- بكسل
- جان شوخ رالسكي
- مبدأ مانح-مستقبل
- سومكو شركة يابانية
- كيمياء كهرضوئية